# Hyphydrus brancuccii
Hyphydrus brancuccii är en skalbaggsart som beskrevs av Olof Biström 1981. Hyphydrus brancuccii ingår i släktet Hyphydrus och familjen dykare. Inga underarter finns listade i Catalogue of Life.